# Who Wants to Be Alone
Singles par Tiesto
Feel It in My Bones
(2010) C'mon (Catch 'em by Surprise)
(2011)
Singles par Nelly Furtado
Más
(2010) Bajo Otra Luz
(2010)
Pistes de Kaleidoscope
Feel It in My Bones LA Ride
Who Wants to Be Alone est une chanson du DJ hollandais Tiësto avec la chanteuse Nelly Furtado. Le single extrait de l'album Kaleidoscope, est sorti en 2010 aux Pays-Bas, au Royaume-Uni et en Finlande. 

## Formats et liste des pistes
| No | Titre                                             | Durée |
| -- | ------------------------------------------------- | ----- |
| 1. | Who Wants To Be Alone (Radio Edit)                | 3:33  |
| 2. | Who Wants To Be Alone (Robbie Rivera Juicy Remix) | 7:25  |
| 3. | Who Wants To Be Alone (Andy Duguid Remix)         | 6:48  |
| 4. | Who Wants To Be Alone (David Tort Remix)          | 8:02  |
| 5. | Who Wants To Be Alone (Album Version)             | 4:36  |

## Classement par pays
| Classement (2009-2010)         | Meilleure position |
| ------------------------------ | ------------------ |
| République tchèque             | 12                 |
| Danemark (Tracklisten)         | 20                 |
| Hongrie (Dance Top 40)         | 21                 |
| Pays-Bas (Single Top 100)      | 17                 |
| Pologne (Dance Top 50)         | 5                  |
| Pologne (ZPAV)                 | 1                  |
| Slovaquie (IFPI Rádio)         | 8                  |
| Royaume-Uni (UK Singles Chart) | 91                 |
| Royaume-Uni (UK Dance Chart)   | 10                 |